# Timothy Johnson
Timothy Johnson (Lamberton, 13 de março de 1985) é um lutador de artes marciais mistas (MMA) americano da divisão peso-pesado. Lutou no Ultimate Fighting Championship (UFC); atualmente compete no Bellator. 

## Carreira no MMA
Após completar a sua carreira no colegial sendo duas vezes wrestler All-American na Divisão II da Minnesota State University Moorhead, Johnson fez sua estréia no MMA profissional em outubro de 2010. Ele competiu principalmente em organizações regionais em torno da cidade em que mora, Dakota do Norte. Ele acumulou um cartel de 7-1, nocauteando ou finalizando todos os seus adversários, antes de assinar com o UFC, após nocautear Travis Wiuff no primeiro round, em outubro de 2014.

## Ultimate Fighting Championship
Johnson fez sua estreia no evento contra Shamil Abdurakhimov, em 4 de abril de 2015, no UFC Fight Night: Mendes vs. Lamas. Ele ganhou a luta por TKO nos segundos finais do primeiro round.
Na próxima, Johnson enfrentou Jared Rosholt, em 8 de agosto de 2015, no UFC Fight Night: Teixeira vs. St. Preux. Apesar de impressionar, quase nocauteando Rosholt com golpes no último minuto da luta, Johnson perdeu por decisão unânime.
Johnson enfrentou o estreante na promoção Marcin Tybura, em 10 de Abril de 2016, no UFC Fight Night: Rothwell vs. dos Santos. Ele ganhou a luta por decisão unânime.
Johnson enfrentou Alexander Volkov, em 19 de Novembro de 2016, no UFC Fight Night: Kim vs. Nelson. Volkov venceu por decisão dividida
Johnson enfrentou Daniel Omielańczuk, em 18 de Março de 2017, no UFC Fight Night: Manuwa vs. Anderson. Ele ganhou por decisão dividida.

## Cartel no MMA
| Cartel no MMA   |             |            |
| 16 lutas        | 12 vitórias | 4 derrotas |
| Por nocaute     | 5           | 1          |
| Por finalização | 4           | 1          |
| Por decisão     | 3           | 2          |

| Res.    | Cartel | Oponente            | Método                                | Evento                                   | Data       | Round | Tempo | Local                     | Notas                |
| ------- | ------ | ------------------- | ------------------------------------- | ---------------------------------------- | ---------- | ----- | ----- | ------------------------- | -------------------- |
| Derrota | 12-5   | Cheick Kongo        | Nocaute (socos)                       | Bellator 208: Fedor vs. Sonnen           | 13/10/2018 | 1     | 1:08  | Uniondale, Nova Iorque    | Estreia no Bellator. |
| Vitória | 12-4   | Marcelo Golm        | Decisão (unânime)                     | UFC Fight Night: Machida vs. Anders      | 03/02/2018 | 3     | 5:00  | Belém                     |                      |
| Derrota | 11-4   | Junior Albini       | Nocaute (socos)                       | UFC on Fox: Weidman vs. Gastelum         | 22/07/2017 | 1     | 2:51  | Long Island, New York     |                      |
| Vitória | 11-3   | Daniel Omielańczuk  | Decisão (dividida)                    | UFC Fight Night: Manuwa vs. Anderson     | 18/03/2017 | 3     | 5:00  | Londres                   |                      |
| Derrota | 10-3   | Alexander Volkov    | Decisão (dividida)                    | UFC Fight Night: Mousasi vs. Hall II     | 19/11/2016 | 3     | 5:00  | Belfast                   |                      |
| Vitória | 10-2   | Marcin Tybura       | Decisão (unânime)                     | UFC Fight Night: Rothwell vs. dos Santos | 10/04/2016 | 3     | 5:00  | Zagreb                    |                      |
| Derrota | 9-2    | Jared Rosholt       | Decisão (unânime)                     | UFC Fight Night: Teixeira vs. St. Preux  | 08/08/2015 | 3     | 5:00  | Nashville, Tennessee      |                      |
| Vitória | 9-1    | Shamil Abdurakhimov | Nocaute Técnico (socos)               | UFC Fight Night: Mendes vs. Lamas        | 04/04/2015 | 1     | 4:57  | Fairfax, Virginia         |                      |
| Vitória | 8-1    | Travis Wiuff        | Nocaute Técnico (socos)               | Dakota FC 19                             | 25/10/2014 | 1     | 3:36  | Fargo, Dacota do Norte    |                      |
| Vitória | 7-1    | Kevin Asplund       | Finalização (estrangulamento frontal) | Beatdown at 4 Bears 11                   | 07/06/2014 | 1     | 2:41  | New Town, Dacota do Norte |                      |
| Vitória | 6-1    | Brett Murphy        | Nocaute Técnico (slam e socos)        | Dakota FC 18                             | 26/04/2014 | 2     | 1:17  | Fargo, Dacota do Norte    |                      |
| Vitória | 5-1    | Brian Heden         | Nocaute Técnico (socos)               | Dakota FC 17                             | 11/01/2014 | 2     | 2:56  | Fargo, Dacota do Norte    |                      |
| Vitória | 4-1    | Scott Hough         | Finalização (katagatame)              | Max Fights 18                            | 26/10/2013 | 1     | 4:56  | Fargo, Dacota do Norte    |                      |
| Vitória | 3-1    | Dean Lamb           | Finalização (socos)                   | Max Fights 17                            | 23/03/2013 | 1     | 0:34  | Fargo, Dacota do Norte    |                      |
| Vitória | 2-1    | Shane DeZee         | Finalização (chave de dedo)           | Max Fights 16                            | 17/11/2012 | 1     | 0:49  | Fargo, Dacota do Norte    |                      |
| Derrota | 1-1    | Lance Peterson      | Finalização (kimura)                  | Max Fights 13                            | 19/03/2011 | 2     | 2:52  | Fargo, Dacota do Norte    |                      |
| Vitória | 1-0    | Travis Wiley        | Nocaute Técnico (socos)               | Max Fights 11                            | 30/10/2010 | 1     | 2:23  | Fargo, Dacota do Norte    |                      |